# هيرمان راينيك
هيرمان راينيك (14 فبراير 1888 - 10 أكتوبر 1973) كان جنرالًا ألمانيًا ومجرم حرب خلال الحقبة النازية. كرئيس للمكتب العام للقوات المسلحة في القيادة العليا للفيرماخت خلال الحرب العالمية الثانية، كان مسؤولاً عن إنشاء وتنفيذ سياسة أسرى الحرب التي أسفرت عن مقتل ما يقرب من. 3.3 مليون أسير حرب سوفياتي. حوكم وأدين وحكم عليه بالسجن مدى الحياة في محاكمة القيادة العليا.

## مهنة عسكرية
انضم إلى الجيش الإمبراطوري الألماني كطالب في مارس 1905. خدم طوال الحرب العالمية الأولى حيث حصل على الدرجة الأولى من الصليب الحديدي وتم ترقيته إلى قائد عام 1916. ثم واصل خدمته العسكرية في الرايخويهر مع مكتب إدارة الجيش، فوج مشاة ووزارة الدفاع الرايخ في برلين. خدم في الفيرماخت، حيث قدم التدريب السياسي نيابة عن القيادة النازية.
في عام 1942 تمت ترقيته إلى جنرال المشاة. بعد محاولة الانقلاب في 20 يوليو، كلفه جوزيف جوبلز باستعادة بيندلربلوك، ثم كان مقيما في لجنة التحكيم في محاكمات محكمة الشعب للمتآمرين. 

## المحاكمة والإدانة

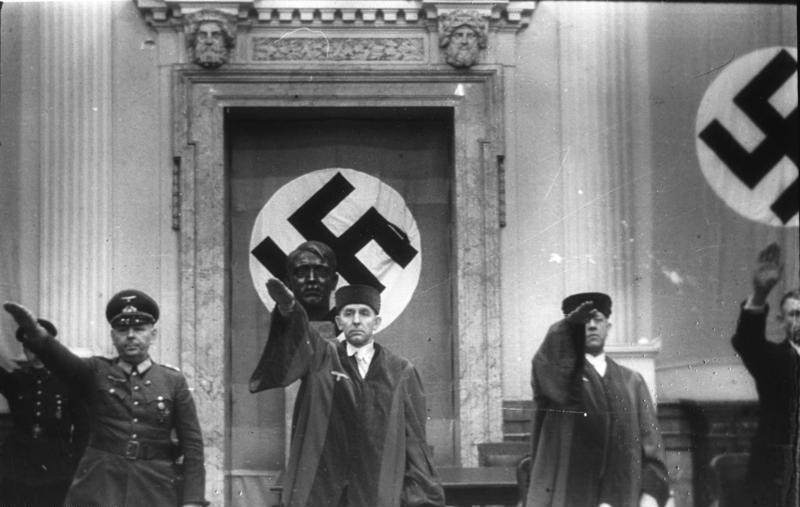
راينيك (يسار)، في الصورة مع رولاند فرايسلر (وسط) في محكمة الشعب، 1944

في محاكمة القيادة العليا، كجزء من محاكمات نورمبرغ بعد الحرب العالمية الثانية، أدين بارتكاب جرائم حرب وجرائم ضد الإنسانية. كرئيس للمكتب العام للقوات المسلحة، كان مسؤولاً عن وضع وتنفيذ سياسة أسرى الحرب التي أسفرت عن مقتل ما يقرب من. 3.3 مليون أسير حرب سوفياتي.  يشير حكم المحكمة العسكرية الدولية إلى لوائح 8 سبتمبر 1941 الخاصة بمعاملة أسرى الحرب السوفييت في جميع معسكرات أسرى الحرب، التي وقعها الجنرال راينيك، رئيس قسم أسرى الحرب في القيادة العليا. 

## روابط خارجية
- هيرمان راينيك على موقع مونزينجر (الألمانية)
- US Military Tribunal Nuremberg (1948). "High Command Trial, Judgment of 27 October 1948" (PDF). مؤرشف من الأصل (PDF) في 2018-04-18. اطلع عليه بتاريخ 2016-05-30. {{استشهاد ويب}}: الوسيط |ref=harv غير صالح (مساعدة)
- تقرير اعتقال هيرمان رينيكي (الصورة) ، عبر ياد فاشيم .